# Szent Marcellinus és testvérei
Szent Marcellinus és testvérei († 310 körül) szentként tisztelt ókeresztény vértanúk.
Galerius római császár keresztényüldözése idején a pontoszi Tomi városában a még gyermek Marcellinust az iskolapadból akarták hittagadásra kényszeríteni. Amikor ellenkezett, börtönbe vetették, és ott halálra kínozták. Marcellinus testvéreit, Argeust és Narcissust lefejezték. Ünnepüket január 2-án üli az egyház.